# Vratislav I.

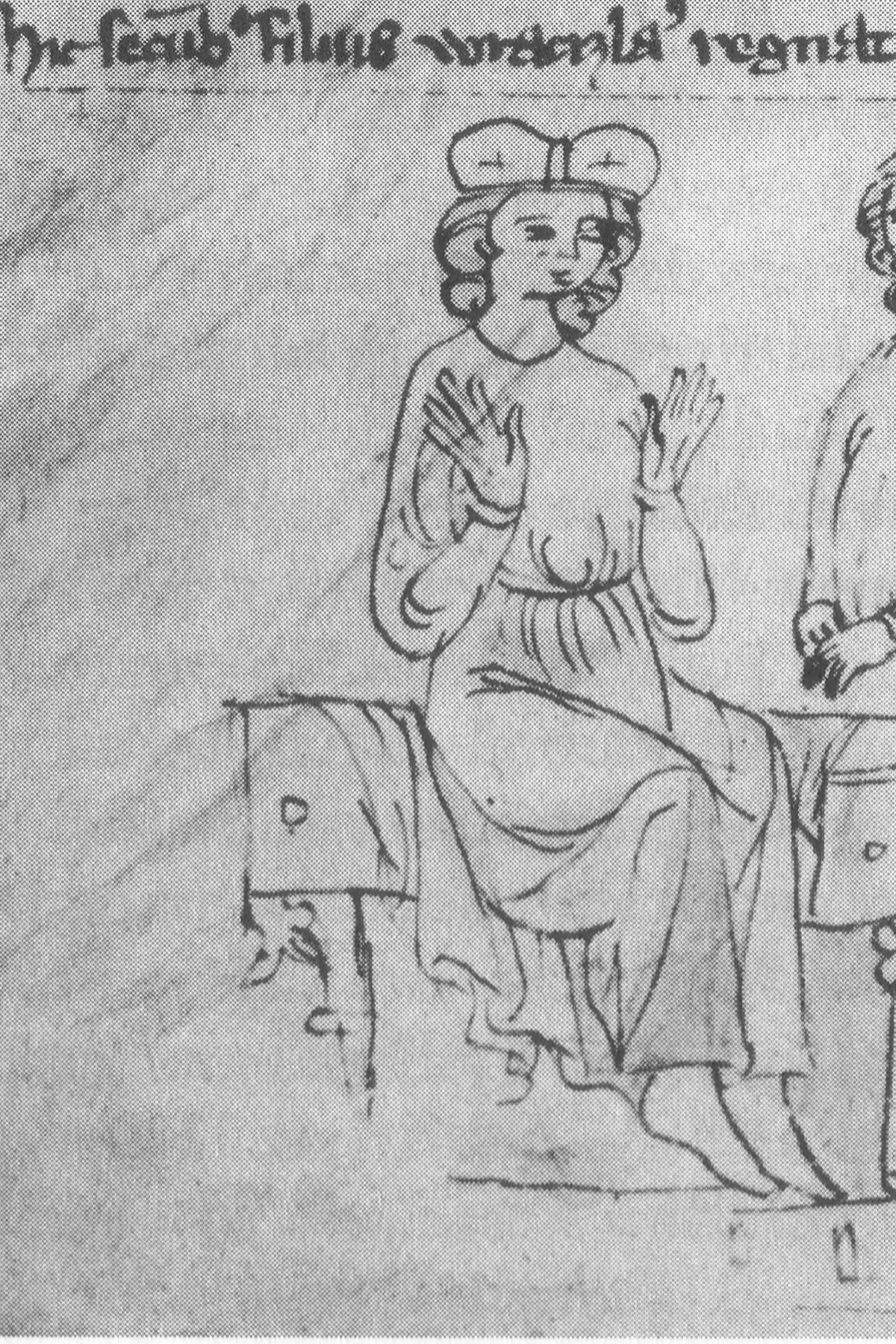
Vratislav I. Abbildung im Krumauer Bildercodex „liber depictus“, um 1360

Vratislav I. (* um 888; † 13. Februar 921) war ein böhmischer Herzog aus dem Geschlecht der Přemysliden und Vater des Heiligen Wenzel.

## Leben
Vratislav war der Sohn von Herzog Bořivoj I. und dessen Gattin Ludmilla. Seit etwa 906 war er mit Drahomíra aus dem westslawischen Stamm der Heveller verheiratet. Aus dieser Ehe entstammten unter anderem der Heilige Wenzel, Boleslav I. und vermutlich ein weiterer Sohn namens Spytihněv sowie vier Töchter. 
895, nach dem Tod des Mährerfürsten Svatopluk I., suchte Vratislav gemeinsam mit seinem Bruder Spytihněv I. König Arnolf in Regensburg auf, um die přemyslidische Herrschaft unter dessen Schutz zu stellen. 915 übernahm er nach dem Tod Spytihněvs die Herrschaft über die zentralbömische Region um Prag, die er bis zu seinem Tod 921 ausübte.
Außenpolitisch gehörte Böhmen in seiner Regierungszeit in den Einflussbereich des bayerischen Herzogs Arnulf. Um sich gegen die wachsende Bedrohung durch die sächsischen Herzöge zu schützen, schloss Böhmen weitere Bündnisse. Die Heirat Vratislavs mit Drahomíra verband das Land mit dem damals mächtigsten elbslawischen Stamm. Den magyarischen Kriegern, die seit Beginn des 10. Jahrhunderts im Westen einfielen, gewährte er freien Durchzug durch Böhmen, und 915 beteiligten sich böhmische Krieger an einem ungarischen Überfall in Sachsen. 

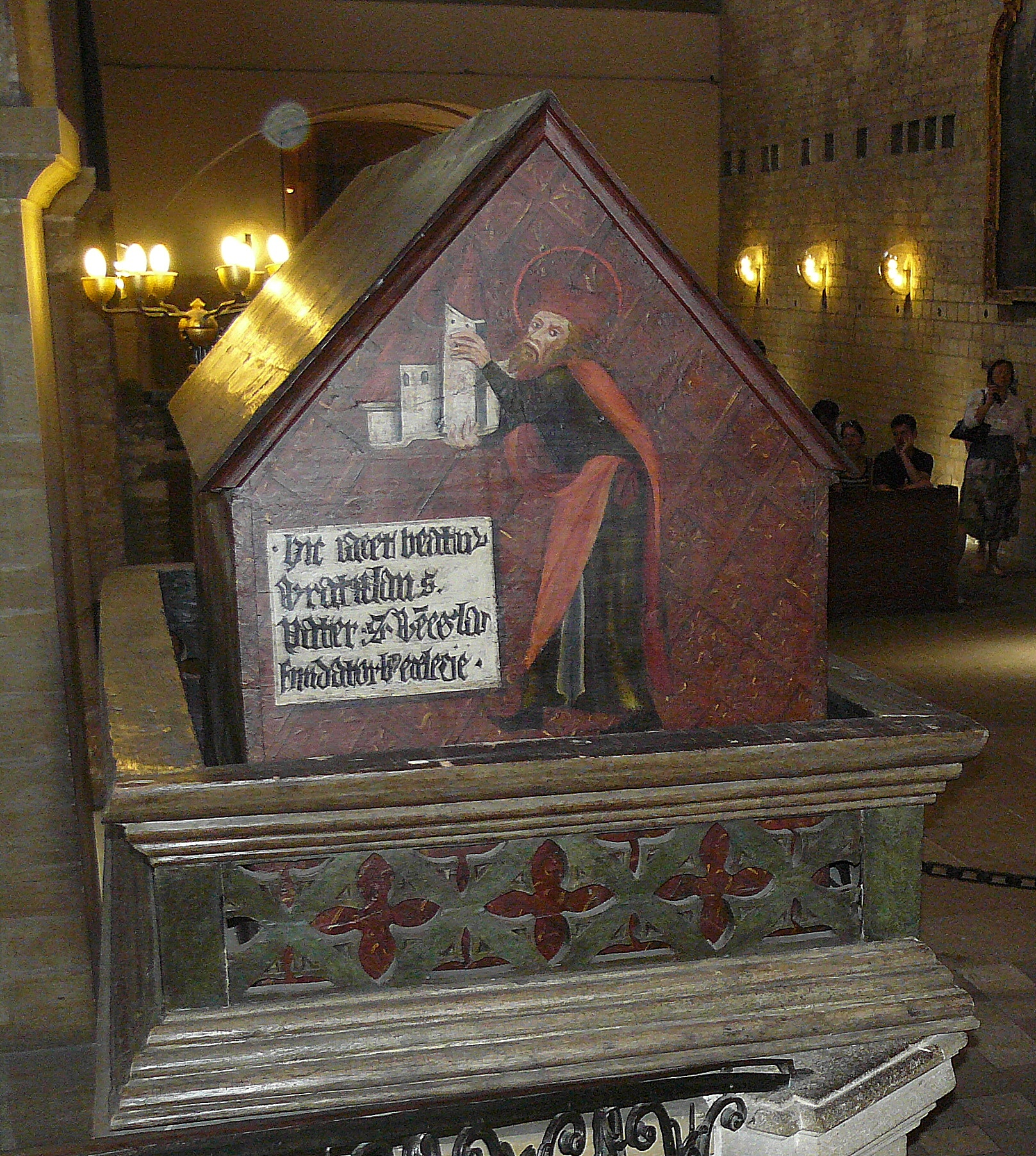
Grab Vratislavs I. mit einer Abbildung des Herzogs

Im Inneren stärkten die Söhne des ersten christlichen böhmischen Herzogs Bořivoj die dominierende Rolle der Přemysliden-Dynastie. Sie bauten neue Burgen an den Grenzen ihres Machtbereiches und drängten den Einfluss anderer böhmischer Fürsten zurück. Die wenigen schriftlichen und archäologischen Quellen lassen es nicht zu, die Bedeutung beider Brüder in dem Prozess der Staatsbildung genauer voneinander abzugrenzen. Sicher ist, dass 897 zuletzt mehrere Fürsten in Regensburg als Vertreter Böhmens auftraten. Vratislavs Sohn Wenzel ist 929 dagegen bereits unbestritten Herrscher des ganzen Landes, auch wenn die lokalen Fürstentümer fortbestanden. Während der etwa 20-jährigen Regierung Spytihněvs und der anschließenden etwa 6-jährigen Herrschaft Vratislavs setzte sich demnach die Dynastie der Přemysliden endgültig durch. 
Vratislav starb im Alter von 33 Jahren. Sein Grab soll sich in der St. Georgs-Basilika in der Prager Burg befinden.
Der Name der heute polnischen Stadt Breslau (Wrocław) geht wahrscheinlich auf Vratislav zurück. Er soll die im 10. Jahrhundert unter böhmischer Herrschaft stehende Stadt der Legende nach gegründet haben.